# Tylocephale
Tylocephale ist eine Gattung der Vogelbeckensaurier (Ornithischia) aus der Gruppe der Pachycephalosauria. Einzige beschriebene Art ist T. gilmorei.

## Merkmale
Von Tylocephale ist bislang nur der Schädel bekannt. Dieser wies wie bei allen Pachycephalosauriern ein auffallend verdicktes Schädeldach auf, das aus dem Stirn- und Scheitelbein (Frontoparietale) gebildet wurde. Charakteristisch für diesen Dinosaurier ist eine sehr schmale, hohe Schädelkuppe. Die Funktion dieses verdickten Schädeldachs ist immer noch umstritten, siehe dazu Funktion des Schädeldachs bei den Pachycephalosauria. Am Hinterkopf trug Tylocephale eine Reihe kleinerer knöcherner Höcker sowie zwei größere hornähnliche Gebilde. Die Anordnung dieser Höcker ähnelt der von Prenocephale, der zur gleichen Zeit in der gleichen Region lebte und vermutlich eng mit diesem verwandt war.
Die Zähne waren verglichen mit anderen Pachycephalosauriern relativ groß und vorrangig an eine pflanzliche Nahrung angepasst. Über den sonstigen Körperbau ist nichts bekannt, vermutlich entsprach er dem der übrigen Pachycephalosauria. Demnach bewegte sich Tylocephale biped (zweibeinig) auf den Hinterbeinen fort, die deutlich länger als die Vorderbeine waren.

## Entdeckung und Benennung
Die fossilen Überreste von Tylocephale stammen aus der Provinz Ömnö-Gobi-Aimag in der Mongolei und wurden 1974 von Maryańska und Osmólska erstbeschrieben. Der Name leitet sich von den griechischen Wörtern tyle (=„Schwellung“) und kephale (=„Kopf“), einem häufigen Namensbestandteil von Pachycephalosauriern, ab. Typusart und einzig bekannte Art ist T. gilmorei. Der Fund wird in die Oberkreide (spätes Campanium) auf ein Alter von etwa 76 bis 72 Millionen Jahren datiert.